# شصبيات
الشصبيات (الاسم العلمي: Melampsoraceae)، فصيلة فطور مجهرية صدئية من رتبة الشقرانيات. هي فصيلة أحادية النمط. تحتوي على جنس واحد فقط (شصب)، والذي يضم حوالي 90 نوعا.